# Гаскойн (Північна Дакота)
Гаскойн (англ. Gascoyne) — місто (англ. city) в США, в окрузі Баумен штату Північна Дакота. Населення — 21 особа (2020).

## Географія
Гаскойн розташований за координатами 46°7′8″ пн. ш. 103°4′44″ зх. д. / 46.11889° пн. ш. 103.07889° зх. д. (46.118975, -103.078759).  За даними Бюро перепису населення США в 2010 році місто мало площу 2,58 км², уся площа — суходіл.

## Демографія
Згідно з переписом 2010 року, у місті мешкало 16 осіб у 9 домогосподарствах у складі 5 родин. Густота населення становила 6 осіб/км².  Було 10 помешкань (4/км²).
Расовий склад населення:
| - 100,0 % — білих |

До двох чи більше рас належало 0,0 %. Частка іспаномовних становила 0,0 % від усіх жителів.
За віковим діапазоном населення розподілялося таким чином: 12,5 % — особи молодші 18 років, 43,7 % — особи у віці 18—64 років, 43,8 % — особи у віці 65 років та старші. Медіана віку мешканця становила 63,5 року. На 100 осіб жіночої статі у місті припадало 166,7 чоловіків;  на 100 жінок у віці від 18 років та старших — 180,0 чоловіків також старших 18 років.
Середній дохід на одне домашнє господарство  становив 45 043 долари США (медіана — 41 250), а середній дохід на одну сім'ю — 67 700 доларів (медіана — 63 750). 
Цивільне працевлаштоване населення становило 4 особи. Основні галузі зайнятості: публічна адміністрація — 50,0 %, виробництво — 25,0 %.